# 私のベレット
『私のベレット』（わたしのベレット）は、1964年製作の日本映画。

## 概要
いすゞ自動車株式会社から発売された、小型乗用車「ベレット」の宣伝映画として製作された。製作は、日本映画監督協会が1962年に興した傍系会社「株式会社日本映画監督協会プロダクション」。脚本・監督は、大島渚。脚本監修は、日本映画監督協会会長を務めた小津安二郎だが、在職のまま1963年に死去している。また企画監修委員として日本映画監督協会の主要会員が名を連ねている。
本編は3話のオムニバスドラマで構成されている。
日本映画データベースでは『私はベレット』と誤表記されており、上映時間は「60分」と表記されている。その他のインターネット上のデータベースでは、検索情報がない。2010年9月には衛星劇場で放送されたが、上映（放映）時間は27分であり、正確な時間は不明である。
また、作品がどのような形式で上映されたかも分かっていない。

## キャスト
第一話
- 青年：佐東朝生
- 少女：加藤澄江
- 運転手：坊屋三郎（クレジットなし）

第二話
- 芸能プロの社長：小山明子
- 青年：柳生博

第三話
- 男：菅原謙二
- 妻：家田佳子
- 少女：斉藤頼子

## スタッフ
- 企画：いすゞ自動車株式会社
- 製作：株式会社日本映画監督協会プロダクション
- 脚本監修：小津安二郎
- 企画監修委員：山本嘉次郎・千葉泰樹・五所平之助・小石栄一・松林宗恵・中平康・野村芳太郎・関川秀雄・滝沢英輔・牛原虚彦・田中重雄
- 撮影：舎川芳次
- 照明：鈴賀康夫
- 美術：今保太郎
- 音楽：中村八大
- 録音：岡崎三千雄
- 編集：沼崎梅子
- 効果：角田陽次郎
- 記録：上田圭子
- 助監督：柳田博美
- 製作主任：清本隆男
- 脚本・監督：大島渚